# Правопис српскога језика
Правопис српскога језика у издању Матице српске један је од нормативистичких приручника који се баве српским језиком и ортографијом. Аутори приручника су лингвисти Мато Пижурица (уједно и главни редактор измењеног и допуњеног издања), Митар Пешикан и Јован Јерковић. Редакторску групу чине и Милорад Дешић, Бранислав Остојић и Живојин Станојчић.
Рецензенти првог издања су Павле Ивић и Иван Клајн, а измењеног и допуњеног Иван Клајн и Драго Ћупић. Главни аутор првобитног текста је Митар Пешикан. Припрему новог издања, као пројекат Одељења за књижевност и језик Матице српске у организацији Одбора за стандардизацију српског језика, финансирало је тада постојеће Министарство науке Републике Србије, а штампање је омогућило Министарство културе Републике Србије.

## Историјска позадина

### Стандардизација језика
Стандардизацији народног српског језика допринели су многи српски филолози. Један од најзначајнијих међу њима свакако је Вук Стефановић Караџић. Мада није писао строго правописне приручнике, године 1814. објавио је прву српску граматику, то јест Писменицу сербскога језика. Вук је захтевао да књижевни језик буде језик обичног народа, а остварење те идеје започео је издавањем Српског рјечника и Српске граматике (1818). Наиме, у оба издања је, по први пут, применио нову реформисану азбуку и правопис.
Сем кроз граматике, реформа језика је подржана и кроз научно-полемичке радове какав је Рат за српски језик и правопис Ђуре Даничића (1847), као и друга дела из исте године. Нове генерације књижевника почеле су да пишу на народном језику, који је уведен као књижевни језик у културу. У Србији се већином писало екавским изговором шумадијско-војвођанског дијалекта, док су се други писци користили ијекавским изговором источнохерцеговачког дијалекта. Оба изговора, односно дијалекта, уврштена су у савремен књижевни језик. Српски правопис остаје и са двоазбучјем, у ком је ћирилици дата одређена предност, као и отвореношћу према речима из других језика.
Професор Вељко Брборић са Филолошког факултета Универзитета у Београду предлаже поделу развоја српског правописа на три периода: докодификацијски (довуковски), кодификацијски (вуковски) и посткодификацијски (поствуковски) период. Први траје од почетака словенске и српске писмености до издавања Српског рјечника 1818. године, а други од тог догађаја до 1868. године, када је постхумно скинута забрана са Вуковог реформаторског рада, те његових нових правописних решења. Чињеница је да је Вуков правопис одржан до данас, са одређеним дорадама и изменама. Оваква ортографија систематски је изложена у Српској граматици филолога Стојана Новаковића (1894) и студији О правопису и интерпункцији Љубомира Недића (1894), као и у делу Граматика и стилистика хрватскога или српскога књижевног језика хрватског граматичара Томислава Маретића (1899).

### Броз-Боранићев и Белићев правопис
Готово истовремено са Вуковом делатношћу, присталице илирског покрета у Хрватској, предвођене Људевитом Гајем, напустиле су кајкавско наречје као основицу књижевног језика и узеле штокавско наречје ијекавског изговора, слично источнохерцеговачком дијалекту српског језика. Тиме су илирци са једне, а Вук са друге стране утрли пут будућем заједничком језику. Сарадња је кулминирала Бечким књижевним договором из 1850. године, којим су илирци и Вукове присталице позвали хрватске и српске писце да пишу новим, вуковским типом књижевног језика.
Према проф. Вељку Брборићу, овај, посткодификацијски (поствуковски) период развоја српског правописа обухвата крај деветнаестога и цео двадесети век. Иначе, овакву поделу проф. Брборић је први пут представио у својој књизи Правопис српског језика у наставној пракси (2004), а дорадио и проширио за потребе Зборника Матице српске за славистику из 2008. године. Омеђена издавањем нових правописних приручника (осим у случају прве целине), унутар овог периода могу се издвојити четири потпериода:
- период консолидовања правописне норме (1868—1923);
- период Александра Белића (1923—1960);
- период Матице српске (1960—1993);
- нови период (после 1993. године).

Бечким књижевним договором дошло је до потпуног зближавања српског и хрватског језика. Тако је у Загребу издат Хрватски правопис Ивана Броза (1892), који је у Хрватској, с мањим изменама, коришћен све до 1960. године, додуше, с мањим изменама аутора (каснија издања приређивао је Драгутин Боранић). Брозов правопис, према речима самог аутора, само гдјешто одступа од начела којима су се држали Вук и Даничић. На сличан начин су ова начела прихваћена и у Босни и Херцеговини, док је Црна Гора и раније језички и правописно била српска.
Период консолидовања правописне норме, од дефинитивне победе нових начела 1868. до појаве целовитог правописа 1923. године, означен је тиме што је Вукова правописна реформа потпуно стабилизована и прихваћена. Издато је неколико правописних приручника заснованих на новим принципима: Српски правопис за школску употребу (1884) Стеве Чутурила, познат по томе што је, иако објављен у Панчеву, заговарао употребу ијекавског изговора, као и Српска граматика са правописом (1912) и Српски правопис за средње школе (1914) Милана Петровића, издати у Новом Саду. У овог периоду, уз отпор појединих хрватских лингвиста, прихваћен је фонетски правопис са примесама етимолошког, који се задржао и до данас (нпр. гозба, натпис али градски, авлијски).
Замисао Чутурила о прихватању ијекавског изговора као јединог књижевног заговарана је и у каснијем периоду, али је дефинитивно одбачена са анкетом Јована Скерлића у Српском књижевном гласнику (1914).
Међутим, широко прихваћено било је тек дело Правопис српскохрватског књижевног језика Александра Белића (1923), издато у Београду. Значај овог приручника огледа се у томе што је то био званичан правопис у Србији до 1960. С друге стране, ситуација је била таква да Белић није био кодификатор постојећег стања, већ је, прихватајући основно начело Вуковог правописа („пиши као што говориш“) уклањао одступања од њега, пишући: отсести, потшишати, гратски, шумадиски, историски, веџба, слуџба. Највише због овога није прихваћен у Хрватској. Основни текст имао је 150 страница, а речник уз њега још толико. Аутор наводи да је писан још пре ратова за уједињење и ослобођење, као и да је циљ књиге да отклони неједнакости.
Крајем 1918. године створена је прва Југославија, првобитно под називом Краљевство Срба, Хрвата и Словенаца, а затим Краљевина Срба, Хрвата и Словенаца и Краљевина Југославија. Језичко уједињење, међутим, текло је споро, тако да је у Србији, Босни и Херцеговини и Црној Гори коришћен Белићев, а у Хрватској тада већ Боранићев правопис. Иако су оба издања почивала на истим, вуковским принципима, постојале су одређене разлике у појединачним решењима. Стога је Министарство просвете реаговало, доневши Правописно упутство за све основне, средње и стручне школе (1929). О обавезујућем карактеру овог издања говори податак да ниједан уџбеник који није био услађен са Правописним упутством није могао бити одобрен за школску употребу. Овакав уједначени начин писања био је компромис између Белићевих и Боранићевих решења, а примењиван је од школске 1929/30. године. Због тога су оба аутора 1930. године приредила нова, освежена издања својих правописа.
Правописно јединство, међутим, трајало је тек десет година. Оснивањем Бановине Хрватске (1939) обновљена је Боранићева норма из 1928. године. Други светски рат још више је удаљио Србе и Хрвате. Врх Независне Државе Хрватске прописао је Коријенско писање (1941). Овај приручник законски је озваничен доношењем Законске одредбе о хрватском језику, његовој чистоти и правопису, у којој се, између осталог, напомиње да хрватски није истовјетан ни с једним другим језиком. Врх Недићеве Србије на ово је одговорио доношењем Новог правописног упутства српског књижевног језика (1943). Од 1. јануара исте године Правописно упутство, које је представљало повратак на изворну Белићеву норму из 1923, примењивало се у свим српским школама.

### Правопис српскохрватског књижевног језика
Завршетком турбулентног периода Другог светског рата, изнова је завладало правописно јединство, а враћена је Белићева и Боранићева норма из 1930. године. У новој Југославији, основаној као Демократска Федеративна Југославија, а затим Федеративна Народна Република Југославија и Социјалистичка Федеративна Република Југославија, осванула су и нова издања оба предратна правописа. Освежено („ново, допуњено и исправљено“) издање Белићевог правописа (1950) изазвало је одређене недоумице. Наиме, на поткорицама књиге написано је да је штампање завршено 6. децембра 1952. уместо 1950. године, али није било суштинских проблема.
Заједнички српскохрватски језик постао је званичан у Југославији тек након 1945, мада је и раније постојао као српско-хрватско-словеначки (у оквиру Краљевине). Обновљено зближавање језика кулминирало је Новосадским договором, склопљеним 10. децембра 1954. Према седмом закључку: Заједнички језик треба да има и заједнички правопис. Израда тога правописа данас је најбитнија културна и друштвена потреба. Нацрт правописа израдиће споразумно комисија српских и хрватских стручњака. Упркос неким критикама договора, на темељу ових одлука израђен је заједнички правопис који је 1960. Матица хрватска издала ијекавски и латиницом под насловом Правопис хрватскосрпског књижевног језика с правописним речником, а Матица српска екавски и ћирилицом под насловом Правопис српскохрватског књижевног језика са правописним речником.
Закључке тродневног рада у Новом Саду, организованог с циљем да се постигне потпуна унификација обновљеног српскохрватског језика, потписало је више од шездесет учесника, од којих су многи били књижевници. Посреди је опет био компромис између изворног Белићевог и изворног Боранићевог правописа; други овакав покушај у 20. веку. Аутор новог приручника била је једанаесточлана Правописна комисија, коју су чинили лингвисти Радомир Алексић, Александар Белић, Јован Вуковић, Људевит Јонке, Радован Лалић, Славко Павешић, Павле Роглић, Михаило Стевановић, Јосип Хам, Милош Хаџић и Мате Храсте. Коначну стилизацију текста урадили су Михаило Стевановић и Људевит Јонке, док су пратећи речник приредили Радомир Алексић, Јован Вуковић и Мате Храсте.
Оспоравање са хрватске стране, међутим, било је константно, те је резултовало Декларацијом о хрватском језику (1967), којом се одриче од Новосадског договора и заједничког правописа. Нови хрватски правопис изашао је тек 1986. Матица хрватска је у међувремену одустала и од израде заједничког Речника српскохрватског књижевног језика. С друге стране, овај приручник је све до последње деценије 20. века примењиван у Србији, БиХ и Црној Гори. На њему се радило шест година, а Правописна комисија се сусретала са многим несугласицама и пратећим компромисима. Отклоњене су неке слабости претходне норме (нпр. одустајање од белићевског изостављања ј у примерима типа ракиски, змиски, историски, али и од боранићевске формалне интерпункције). Уведени су и многи дублети. Тежак настанак правописа условио је да се он све време појављује у неизмењеном (фототипском) облику. У овом периоду је Матица српска постала институција која се стара о ортографији српског језика.

### Правопис српскога језика
Слабости заједничког Правописа српскохрватског књижевног језика из 1960. године, иако су биле очигледне, нису претерано истицане. Повремено су вођене језичке расправе, а најбољи рад на ову тему објављен је, као резултат трогодишњег рада десет лингвиста из Новог Сада, Београда, Никшића и Сарајева, под називом Прилози Правопису (1989). Ово дело у издању Матице српске приредили су Митар Пешикан, Мевлида Караџа Гарић и Мато Пижурица, док су у раду учествовали и Павле Ивић, Јован Јерковић, Јован Кашић, Бранислав Остојић, Асим Пецо, Живојин Станојчић, Јосип Баотић и Милан Шипка. Активност групе била је припрема за израду новог правописа.
Паралелно са овим, дошло је до коначног правописног раскида између српског и хрватског језика. Након Декларације о хрватском језику (1967), уследиле су посебне уставне одредбе о хрватском језику, као и засебан Хрватски правопис (1971). Аутори овог приручника били су Стјепан Бабић, Божидар Финка и Милан Могуш. Услед уплитања политике у језичку проблематику, тираж је заплењен и уништен, али га је емиграција већ наредне године објавила у Лондону, тако да он популарно носи назив „лондонац“. Последњи корак ка одвојеној норми начинили су Владимир Анић и Јосип Силић издавањем Правописног приручника хрватскога или српскога језика (1986), урађеног без икакве сарадње Загреба са Београдом, Сарајевом, Подгорицом или Новим Садом (Матицом српском).
У последњој деценији двадесетог и првој деценији наредног века разни аутори издали су десетину правописних приручника различитог обима, квалитета и намене. Професор Брборић недопустивом оцењује чињеницу да се сваки од њих разликовао по правописним решењима. Један језик, наиме, може имати само једну ортографску норму. У првој деценији двадесет и првог века, у службеној употреби била су само два издања. Одобрење министарстава просвете Србије, Црне Горе и Републике Српске добили су само Правопис српскога језика (1993) Матице српске и ауторски Правопис српског језика (1994) Милорада Дешића. Квалитетније приручнике чинили су и они Радоја Симића, док су остали били и више него скромног значаја. У сличне приручнике новијег датума спада Правопис босанскога језика (1996) Сенахида Халиловића, са употребом у Федерацији БиХ, као и мање коришћени Правопис црногорског језика (1997) Војислава Никчевића и коауторски Правопис црногорскога језика (2009).
Данашња ситуација таква је да се у Хрватској употребљава Хрватски правопис Матице хрватске (2007) и Хрватски правопис Института за хрватски језик и језикословље (2013), док је у Србији у службеној употреби измењено и допуњено издање Правописа српскога језика Матице српске: четврто (2010), пето (2011), шесто (2013) и седмо (2017).